# Projet de référendum constitutionnel vanuatais
Un référendum constitutionnel devait avoir lieu au Vanuatu en 2019 — ce qui en aurait fait le premier référendum de l'histoire du pays — à l'initiative du gouvernement Salwai I, et notamment du ministre réformiste Ralph Regenvanu, porteur officiel du projet. Le projet portait sur un ensemble de quatre mesures législatives ou constitutionnelles visant à garantir la stabilité politique du pays. Le gouvernement souhaitait par ces réformes réguler la pratique courante par laquelle des députés de la majorité parlementaire rejoignent l'opposition en cours de législature, ou vice-versa.
Initialement prévue pour le 4 juin 2019, il est repoussé à une date indéterminée puis abandonné après la victoire de l’opposition aux élections législatives vanuataises de 2020.
Le projet est en partie repris plusieurs années plus tard lors du retour au pouvoir de Charlot Salwai, et conduit à la tenue d'un référendum constitutionnel en 2024.

## Contexte

Composition du parlement élu en 2016

Depuis les élections de 1987, aucun parti n'a pu remporter une majorité absolue de sièges au Parlement, en raison de la fragmentation et de la multiplication des partis politiques. Les dernières élections qui ont eu lieu en 2016 ont ainsi vu seize partis se départager les 52 sièges du Parlement, les plus importants en ayant six ou sept, tandis que sept partis n'en détiennent qu'un seul.
Le mois suivant, les trois partis arrivés en tête s'accordent en vue de former une coalition, avec l'appui de plusieurs autres partis mineurs. Ils s'entendent alors sur la nécessité de réformer le système politique afin d'empêcher les changements d'allégeance et les motions de défiance à répétition qui caractérisent la vie politique du pays depuis les années 1990.

## Projet
Les citoyens seront appelés à se prononcer sur un ensemble de quatre mesures, :
- Une nouvelle loi régulant la formation, l'organisation et le maintien des partis politiques, jusque là souvent informels. Est notamment créé un Bureau du registraire. Ce dernier, indépendant des partis politiques et de leurs membres ou associés, est nommé par la Commission judiciaire pour cinq ans. Tout parti politique voulant participer aux élections doit s'enregistrer auprès du registraire en fournissant son nom, son logo, son programme politique, son organisation interne, les noms de ses dirigeants, une déclaration de ses biens et avoirs, et s'acquitter d'un versement monétaire. Les partis doivent également prouver qu'ils disposent d'un soutien populaire en fournissant à la commission électorale une pétition comportant un nombre prédéterminé de signatures de citoyens inscrits sur les listes électorales. En sont cependant dispensés les partis ayant franchi ce seuil lors de l'élection législative la plus récente. À défaut, le parti est radié par le registraire, et ne peut se présenter aux élections[6];
- Un septième amendement de la Constitution, qui rend vacant le siège de tout député ayant quitté le parti sous l'étiquette duquel il a été élu, ainsi que le siège de tout député élu sans étiquette qui ne se soit pas déclaré affilié à un parti avant la première session du nouveau parlement suivant une élection[7];
- Un amendement à la loi électorale, imposant aux candidats indépendants aux législatives de prouver qu'ils disposent d'un soutien populaire, dans les mêmes termes que les partis lors de leurs enregistrement[8];
- Un amendement à la loi d'incorporation des associations caritatives, selon lequel l'existence légale des comités de soutien et de collecte de dons en faveur de partis politiques devient obligatoirement lié à l'enregistrement de ces derniers par le registraire[9].

Ces lois et amendements sont votés par le parlement avant la tenue du référendum, sous une clause conditionnant leur application à un vote positif à celui ci.

## Procédure et campagne
Début février, le gouvernement entame une consultation des autorités provinciales, ainsi que d'organismes nationaux non-gouvernementaux tels que le Conseil national des femmes de Vanuatu ou le Conseil chrétien de Vanuatu.
Le 22 février, une « consultation nationale » est organisée au Malvatu Mauri, le nakamal national des chefs traditionnels, organe consultatif. Le Parlement doit alors adopter en mars les réformes de manière suspensive, leur adoption définitive dépendant de l'aval des citoyens lors du référendum. Il est alors prévu qu'une grande campagne d'information de la population soit ensuite lancée en avril et en mai, en amont d'un référendum organisé le 4 juin 2019.
Le projet de révision ayant été adopté en première lecture le 24 novembre 2016, une mise à référendum est alors attendue pour mars 2017. Le 2 décembre, cependant, l'opposition retire son soutien au projet. Ne disposant plus que du soutien de 33 députés sur les 35 requis, Charlot Salwai est contraint de retirer son projet,.
Une nouvelle tentative est menée fin janvier 2019 par Ralph Regenvanu. La tentative se solde cependant par un nouvel échec, le projet étant reporté une première fois en mai et le référendum repoussé le 7 mai à une date indéterminée faute de soutien, puis rejeté en septembre par les députés. Les élections législatives de mars 2020 conduisent par la suite à la victoire de l'opposition, mettant un terme au projet.

## Suites
Le retour au pouvoir de Charlot Salwai à l'issue des élections de 2022 remet le projet à l'ordre du jour, conduisant finalement à la mise à référendum d'une partie des propositions fin mai 2024.